# Hans Peters (Rechtswissenschaftler, 1886)
Hans Peters (* 19. Juli 1886 in Hannover; † 5. August 1915 bei Ostrołęka) war ein deutscher Rechtswissenschaftler und Rechtshistoriker.

## Leben
Der Sohn eines Oberlehrers erlangte 1904 seine Maturität an der Reform-Leibnitzschule in Hannover. Er studierte Rechtswissenschaft an den Universitäten Straßburg, Halle und Berlin. Im April 1908 legte er in Naumburg sein Referendarexamen ab. Er wurde von Friedrich Stein und Ludwig Mitteis gefördert. Im Wintersemester 1911/12 wurde er an der Universität Leipzig bei Mitteis promoviert; seine Dissertation befasste sich mit generellen und speziellen Aktionen. Schon im Juli 1912 wurde er in Leipzig auf Grund seiner Dissertation außerordentlich habilitiert und arbeitete dort fortan als Privatdozent. In dieser Zeit erarbeitete er auch eine Studie über die Entstehung der Digesten. Im April 1914 wurde Peters zum ordentlichen Professor des römischen und bürgerlichen Rechts an die neugegründete Universität Frankfurt berufen. Mit 27 Jahren war er der jüngste Ordinarius in Deutschland.
Obwohl militärdienstuntauglich, meldete er sich im August 1914 nach Ausbruch des Ersten Weltkrieges als Freiwilliger. Nach zehnwöchiger Ausbildung wurde er an der Westfront eingesetzt. Im Juni 1915 in Posen zum Leutnant ernannt, fiel er im August 1915 an der Ostfront bei Ostrołęka.

## Schriften
- Generelle und spezielle Aktionen. In: Zeitschrift der Savigny-Stiftung für Rechtsgeschichte. Romanistische Abteilung. Band 32 (1911), S. 179–307, doi:10.7767/zrgra.1911.32.1.179 (Dissertation, Universität Leipzig, 14. Dezember 1911, und Habilitationsschrift, Universität Leipzig, 18. Juli 1912).
- Zur Schrift Modestins Παραίτηαις επιτροπής και κονρατορίας. In: Zeitschrift der Savigny-Stiftung für Rechtsgeschichte. Romanistische Abteilung. Band 33 (1912), S. 511–513, doi:10.7767/zrgra.1912.33.1.511.
- Die oströmischen Digestenkommentare und die Entstehung der Digesten (= Berichte über die Verhandlungen der Königlich Sächsischen Gesellschaft der Wissenschaften zu Leipzig. Philologisch-historische Klasse, Bd. 65, H. 1). Teubner, Leipzig 1913.
- Vom Leben in der Front. In: Zeitschrift für Politik. Bd. 8 (1915), S. 575–578 (JSTOR:43346674).